# Humboldt-prijs
De Humboldt-prijs is een Duitse wetenschapsprijs die jaarlijks aan ongeveer honderd niet in Duitsland werkzame excellente onderzoekers wordt toegekend. De prijs is vernoemd naar Alexander von Humboldt en wordt beheerd door de Alexander von Humboldt Stichting.
In 2010 ontving Sierd Cloetingh, hoogleraar Tektoniek aan de VU de prijs.